# Jatropha rivae
Jatropha rivae är en törelväxtart som beskrevs av Ferdinand Albin Pax. Jatropha rivae ingår i släktet Jatropha och familjen törelväxter.

## Underarter
Arten delas in i följande underarter:
- J. r. parvifolia
- J. r. quercifolia
- J. r. rivae